# C/1739 K1
La C/1739 K1 è una cometa non periodica scoperta il 28 maggio 1739 da Bologna dall'astronomo italiano Eustachio Zanotti. All'epoca non si usava chiamare le comete con il nome dello scopritore ed è per questo motivo che la cometa non è indicata come cometa Zanotti.
Alcune fonti riportano che la cometa sarebbe stata scoperta da Petronio Matteucci e da Giuseppe Roversi la sera del 27 maggio 1739. Jakes e Padevet indicano la cometa quale progenitore dello sciame meteorico delle Leo Minoridi, tuttavia questo legame non è ancora stato confermato.
La cometa fu osservata per l'ultima volta il 18 agosto 1739 dallo stesso Zanotti. Zanotti e Nicolas Louis de Lacaille calcolarono per la cometa un'orbita parabolica. Secondo tale orbita la cometa era transitata al perielio il 17 giugno dello stesso anno, mentre il 16 aprile aveva toccato il massimo avvicinamento al nostro pianeta, passando a 0,454 UA dalla Terra.